# Стефан Караджа (Добрицька область)
Сте́фан Караджа́ (болг. Стефан Караджа) — село в Добрицькій області Болгарії. Входить до складу общини Добричка.

## Населення
За даними перепису населення 2011 року у селі проживали 336 осіб, з них 202 особи (97,1%) — болгари.
Розподіл населення за віком у 2011 році:
Динаміка населення: